# Allegro (muziektempo)
Allegro is een van oorsprong Italiaanse muziekterm waarmee het karakter van een muziekstuk wordt aangegeven: "vrolijk", "opgewekt" of "levendig". Een levendig stuk muziek impliceert een wat hoger tempo; langzaam en levendig sluiten elkaar ongeveer uit. 
Allegro behoort tot de snelle tempi.
Het metronoomgetal komt neer op 126 tot 138, dus 126 tot 138 tellen per minuut.
De meer gebruikelijke interpretatie van allegro is derhalve een hoog tempo.

## Afgeleide termen
- Allegretto — enigszins allegro
- Allegrissimo — uitbundig
- Allegramente — zeer allegro
- Allegro assai — met veel levendigheid.
- Allegro con fuoco — met vurigheid